# Alain Chartier

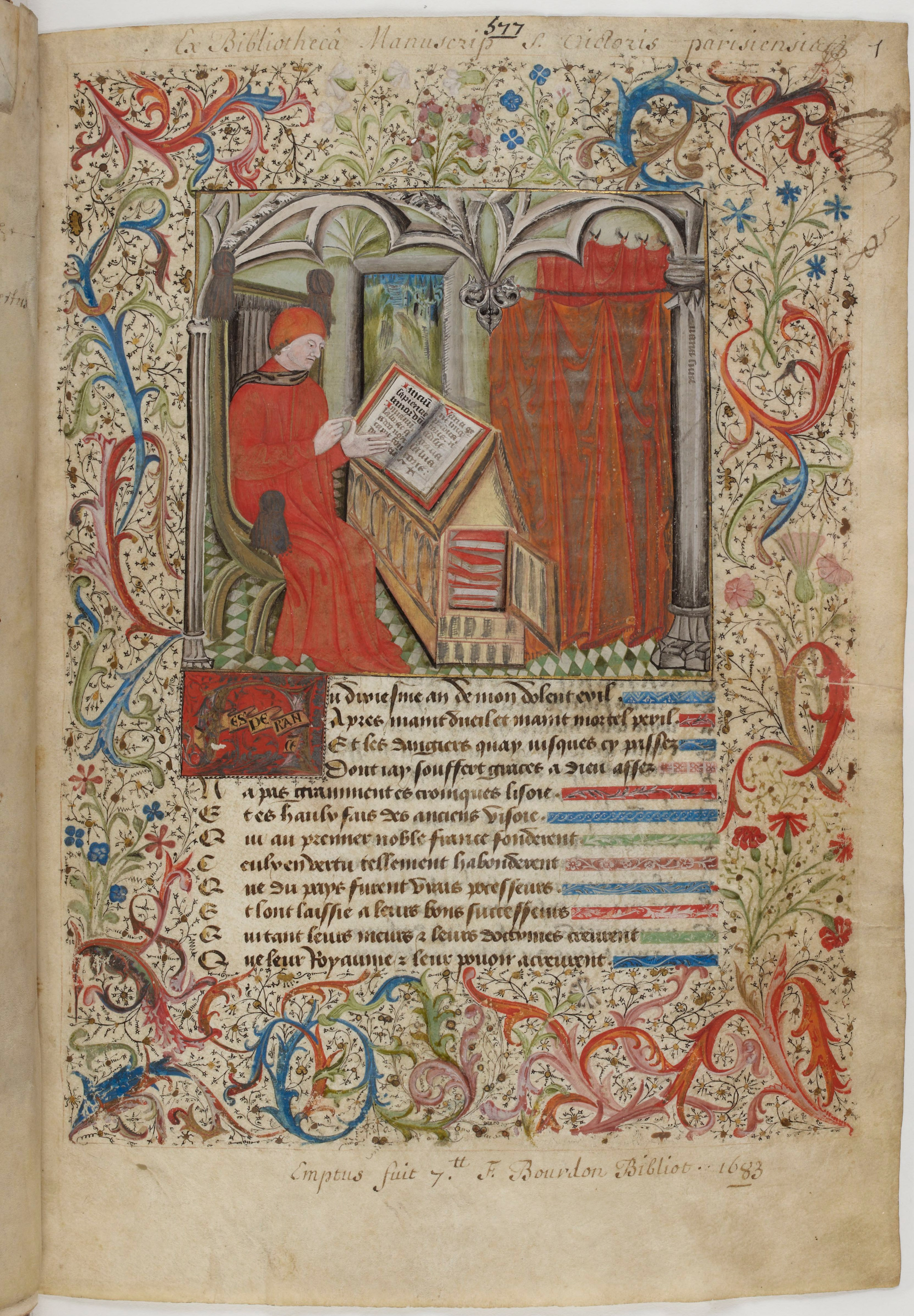
Alain Chartier

Alain Chartier, född omkring 1385 och död på 1430-talet, var en fransk poet.
Chartier levde vid Karl VII:s hov, och har förutom moraliserande dikter i konventionell stil författat på prosa avhandlingen Le curial, en bild av samtida fransk hovliv, samt Le quadriloge invectif, en i dialogform hållen straffpredikan över de politiska förhållandena i Frankrike. Han mest bekanta dikt, La belle dame sans mercy, är ett häftigt angrepp på kvinnan.